# 황목치승
황목치승(荒木治丞, 1985년 6월 21일 ~ )은 전 KBO 리그 LG 트윈스의 내야수이다. 일본인 할아버지의 성 아라키(荒木)를 물려받아 황목이란 성씨를 가지고 있다.

## 일본 사회야구 시절
2008년에 세가 사미 경식야구부에서 활동하였다.

## 한국 독립야구 시절

### 고양 원더스시절
프로에서 방출되거나 프로에 지명되지 못한 선수들에게 기회를 주기 위해 탄생한 대한민국 1호 독립 구단인 고양 원더스 트라이 아웃에 합격하여 입단을 하게 됐다.
2013년 교류전에서 1번 타자 겸 유격수로 나왔고, 교류전에서 147타수 38안타 타율 0.259 15타점 25득점 16도루 30사사구를 기록하며 빠른발과 선구안, 특히 수비에서 좋은 평가를 받았다. 아세아대학 시절 무릎 인대 부상을 당해 병역이 면제되었다. 2013년 드래프트에 참가하였으나, 지명을 받지 못했다.

## 한국 프로야구 시절

### LG 트윈스시절
2014년에 신고선수로 LG 트윈스에 입단하였다. 2017년 시즌 종료 후 은퇴 의사를 밝혔다. 은퇴 후 일본에서 사업 중인 장인의 사업을 도울 예정이다.

## 출신 학교
- 제주남초등학교
- 제주제일중학교
- 교토한국고(현 교토 국제 중학교·고등학교)
- 아세아 대학

## 통산 기록
| 연도 | 팀명  | 타율  | 경기 | 타수 | 득점 | 안타 | 2루타 | 3루타 | 홈런 | 타점 | 도루 | 도실 | 볼넷 | 사구 | 삼진 | 병살 | 실책 |
| ---- | ----- | ----- | ---- | ---- | ---- | ---- | ----- | ----- | ---- | ---- | ---- | ---- | ---- | ---- | ---- | ---- | ---- |
| 2014 | LG    | 0.304 | 37   | 46   | 11   | 14   | 0     | 1     | 0    | 3    | 2    | 2    | 1    | 0    | 9    | 1    | 4    |
| 2015 | LG    | 0.268 | 24   | 71   | 13   | 19   | 3     | 1     | 0    | 8    | 2    | 0    | 2    | 0    | 10   | 2    | 2    |
| 2016 | LG    | 0.179 | 48   | 39   | 7    | 7    | 3     | 0     | 0    | 4    | 2    | 2    | 0    | 0    | 9    | 0    | 0    |
| 통산 | 3시즌 | 0.263 | 109  | 156  | 31   | 40   | 6     | 2     | 0    | 15   | 6    | 4    | 3    | 0    | 28   | 3    | 6    |